# Ford-Kreis

Ford-Kreise bis q = 20

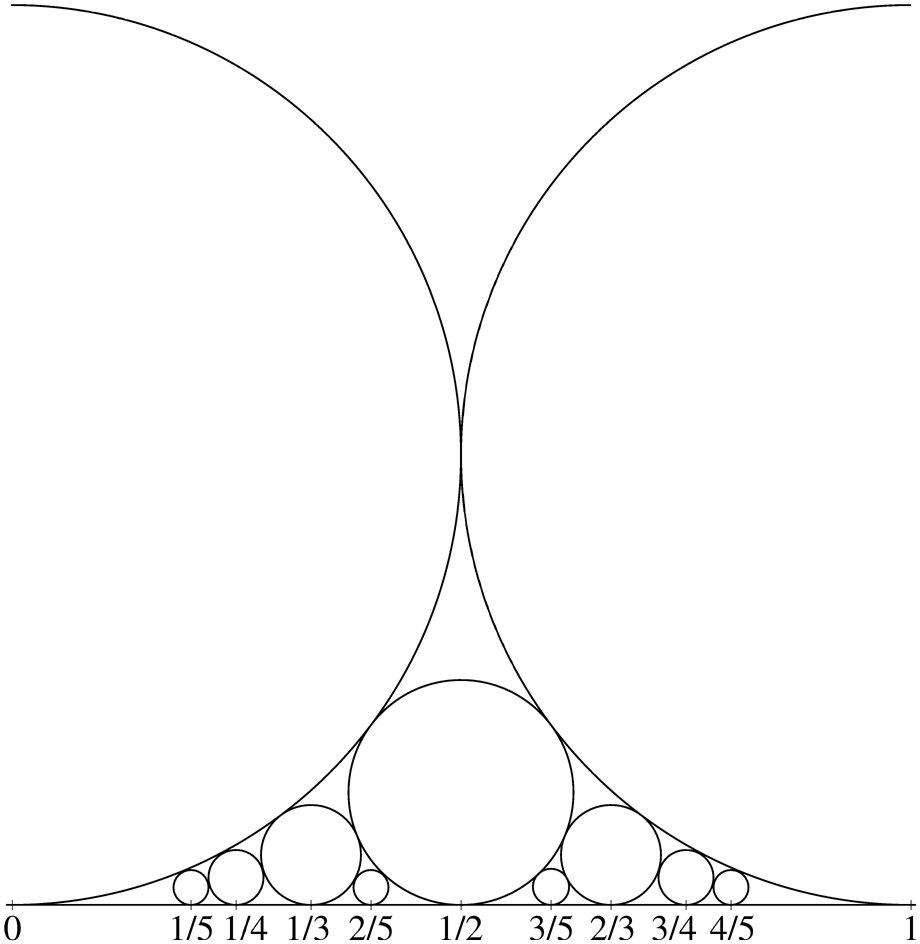
Ford-Kreise der Farey-Reihe der fünften Ordnung

Die Ford-Kreise sind Kreise in der reellen Ebene, je einer für jede rationale Zahl und einer zum Punkt unendlich.
Die Kreise sind nach dem amerikanischen Mathematiker Lester R. Ford benannt, der sie 1938 entdeckte.

## Definition
Der Fordkreis zum Bruch {\displaystyle \textstyle {\frac {p}{q}}} mit teilerfremden, ganzen Zahlen {\displaystyle p,q} und {\displaystyle q\geq 0} wird meist mit {\displaystyle C[p/q]} oder {\displaystyle C[p,q]} bezeichnet. Er hat für {\displaystyle q\not =0} den Radius {\displaystyle \textstyle {\frac {1}{2q^{2}}}} und sein Zentrum liegt im Punkt {\displaystyle \textstyle \left({\frac {p}{q}},{\frac {1}{2q^{2}}}\right)}. Außerdem ist der Fordkreis {\displaystyle C[1,0]} definiert als die Gerade {\displaystyle y=1} (projektiv gesehen ist dies ein Kreis mit Zentrum im Unendlichen).

## Eigenschaften der Fordkreise
Das Innere je zweier verschiedener Fordkreise ist disjunkt, d. h. die Kreise überlappen sich nicht.
Allerdings können sie sich berühren. Außerdem wird jeder rationale Punkt der x-Achse von einem Fordkreis berührt.
Liegt der Bruch {\displaystyle \textstyle {\frac {p}{q}}} im offenen Intervall {\displaystyle (0;1)}, so entsprechen die {\displaystyle C[p/q]} berührenden Fordkreise gerade den Nachbarn von {\displaystyle \textstyle {\frac {p}{q}}} in einer Farey-Reihe.

## Ford-Kugeln (3D)

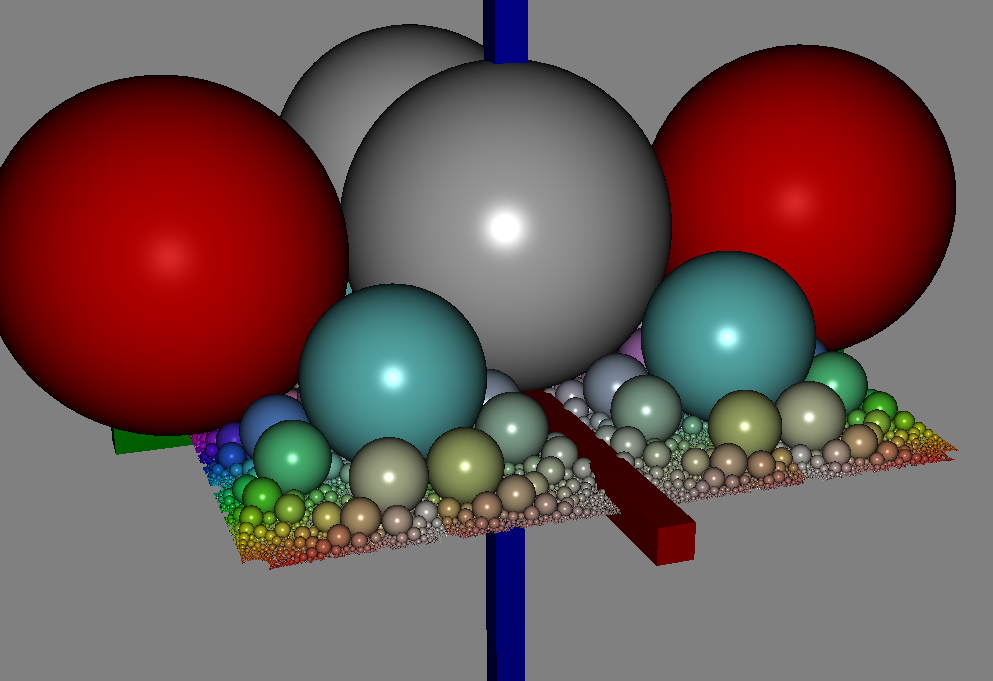
Ford-Kugeln über der komplexen Ebene

Eine Verallgemeinerung ergibt sich mit Gaußsche Zahlen p=p'+ip'' und q=q'+iq''. Die Division von zwei komplexen Zahlen mit ganzzahligen Koeffizienten ergibt rationale Koeffizienten: Mit ganzen Zahlen |q|²=q'*q'+q''*q'',  n'=p'*q'+p''*q'' und  n''= p''q'-p'q'' lässt sich der Quotient schreiben als p/q=(n'+in'')/|q|². Erstellt man für alle ganzen Zahlen p','p'',q',q'' mit teilerfremden p,q Kugeln mit Radius r={\displaystyle \textstyle {\frac {1}{2|q|^{2}}}} am Punkt ((p/q)',(p/q)'',r) entstehen Ford-Kugeln.
Zwei Kugeln {\displaystyle P/Q} und {\displaystyle p/q} tangieren sich genau dann wenn  {\displaystyle |Pq-pQ|=1}.